# تيري روكافيرت
تيري روكافيرت (بالإنجليزية: Terry Rocavert)‏ مواليد 21 أكتوبر 1955 في نيوساوث ويلز، هو لاعب كرة مضرب أسترالي سابق وكان يلعب باليد اليمنى. أعلى تصنيف له في الفردي كان المركز الـ 115 في سنة 1978.

## النهائيات

### الفردي: 1 (0–1)
| الحصيلة | الرقم | السنة | الدورة                     | الأرضية | المنافس في النهائي | النتيجة في النهائي |
| ------- | ----- | ----- | -------------------------- | ------- | ------------------ | ------------------ |
| الوصافة | 1.    | 1980  | كولومبوس, الولايات المتحدة | صلبة    | بوب لوتز           | 4-6, 3-6           |

## روابط خارجية
- تيري روكافيرت على موقع رابطة محترفي التنس (الإنجليزية)
- تيري روكافيرت على موقع الاتحاد الدولي لكرة المضرب (الإنجليزية)
- تيري روكافيرت على موقع خلاصة التنس.كوم (الإنجليزية)